# Maria Schnee (Hahnenklee)

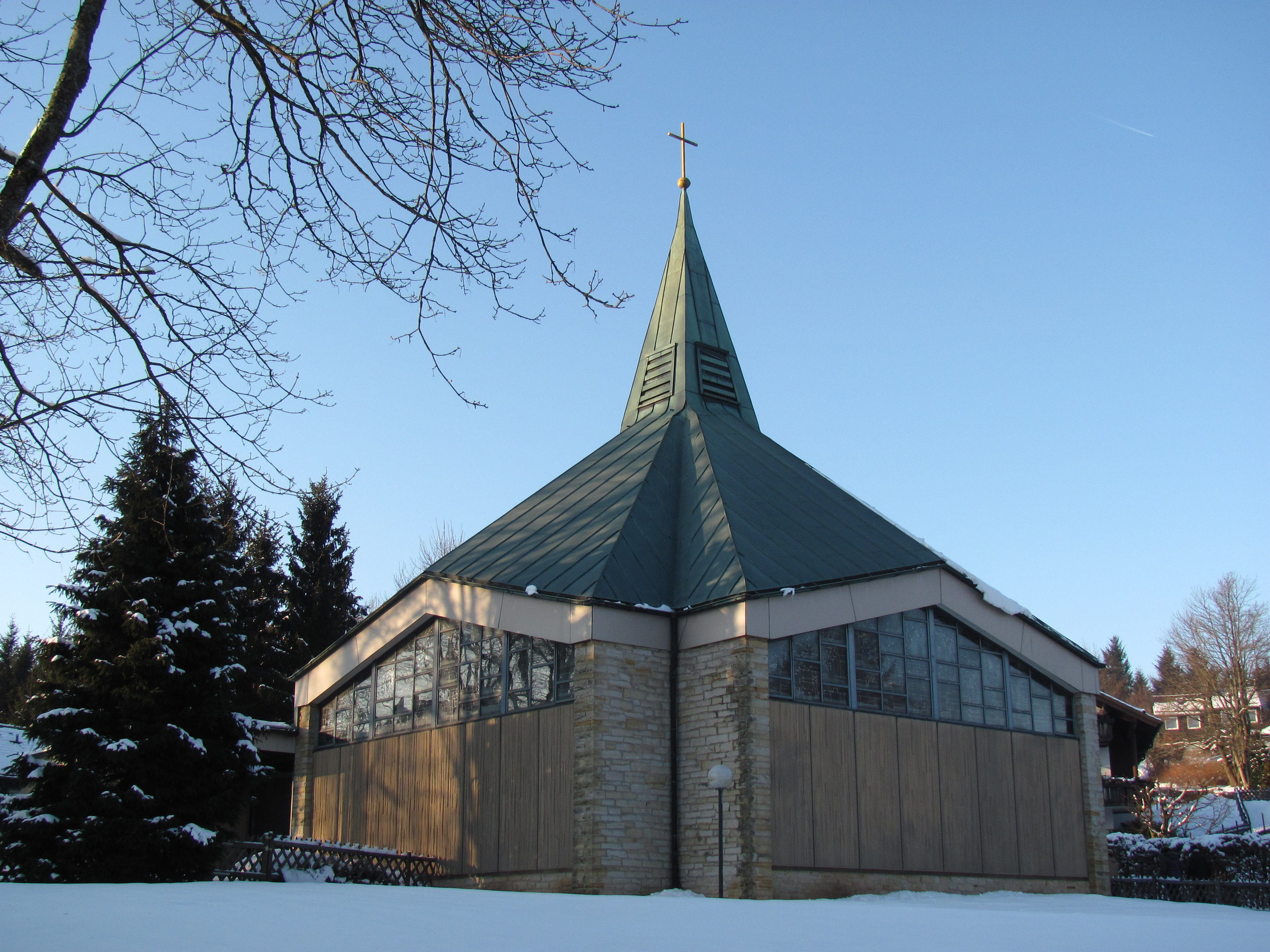
Kirche Maria Schnee im Winter

Die Kirche Maria Schnee, auch Maria vom Schnee oder St. Marien genannt, ist die katholische Kirche in Hahnenklee-Bockswiese, einem Stadtteil der Kreisstadt Goslar in Niedersachsen. Sie gehört zur Pfarrgemeinde „St. Nikolaus“ mit Sitz in Clausthal-Zellerfeld, und ist die nördlichste Kirche im Dekanat Nörten-Osterode und die einzige  Kirche im Bistum Hildesheim, die nach dem katholischen Gedenktag „Maria Schnee“ benannt ist. Die Kirche befindet sich am Westrand von Hahnenklee, in der Lautenthaler Straße 6.

## Geschichte
Im 16. Jahrhundert wurde die Bevölkerung im Harz durch die Einführung der Reformation evangelisch-lutherisch. 1569 wurde Hahnenklee erstmals urkundlich erwähnt. Aus einer ursprünglichen Bergmannssiedlung entwickelte sich Hahnenklee von der zweiten Hälfte des 19. Jahrhunderts an zum heutigen Fremdenverkehrsort. 1907/08 wurde in Hahnenklee als erste Kirche die evangelische Gustav-Adolf-Stabkirche erbaut.
Am 17. Juni 1928 erfolgte die Grundsteinlegung für das erste katholische Gotteshaus in Hahnenklee, die kleine Holzkirche Maria vom Schnee. Bereits am 15. August 1928 fand in ihr der erste Gottesdienst statt. Zuvor war die 1870 erbaute St.-Nikolaus-Kirche in Clausthal-Zellerfeld das nächstgelegene katholische Gotteshaus.
In Folge des Zweiten Weltkriegs vergrößerte sich die Zahl der Katholiken auch in Hahnenklee durch den Zuzug von Flüchtlingen und Heimatvertriebenen aus den Ostgebieten des Deutschen Reiches.
1972 wurde die erste katholische Kirche abgerissen, und 1974 auf ihrem Grundstück der Grundstein für die heutige Kirche gelegt. 1975 folgte die Einweihung der mit Hilfe des Bonifatiuswerkes erbauten Kirche.
Seit dem 1. März 2004 gehört die Kirche zum damals neu gegründeten Dekanat Nörten-Osterode, zuvor gehörte sie zum Dekanat Osterode.
Auf Grund zurückgehender Finanzmittel, aber auch der geringer werdenden Zahl von Priestern und Kirchenmitgliedern, erfolgte 2009 im Bistum Hildesheim eine Einstufung aller Kirchen nach ihrer künftigen Notwendigkeit. Damals wurde die Kirche als „für die pastorale Entwicklung nicht unbedingt notwendig“ eingestuft, jedoch nicht zur Profanierung vorgesehen. Dennoch bestehen in der Kirchengemeinde Befürchtungen, das die Kirche geschlossen werden könnte.

## Architektur und Ausstattung
Die in etwa 570 Meter Höhe über dem Meeresspiegel gelegene Kirche wurde nach Plänen von Josef Fehlig erbaut, ausgeführt als quadratischer Zentralbau mit kreuzbekröntem Dachreiter. Ihre Buntglasfenster wurde von Claus Kilian entworfen und von der Glasmalerei Wilhelm Derix IV. (Derix Glasstudio) in Wehen (Taunusstein) ausgeführt. Zur Innenausstattung der rund 150 Sitzplätze bietenden Kirche gehört unter anderem eine Marienstatue, vor der Opferkerzen aufgestellt werden können. 15 Kreuzwegstationen hängen an der Ostwand. Die Orgel wurde 1993 durch das Unternehmen Gebrüder Stockmann erbaut. Der Gemeindesaal ist an die Westseite der Kirche angebaut und von ihr durch Falttüren abgetrennt, Toiletten sind im Vorraum der Kirche zu finden. Das Pfarrhaus befindet sich auf dem Nachbargrundstück Lautenthaler Straße 8.
Die Vorgängerkirche von 1928, teilweise auch als Kapelle bezeichnet, war ein Langhausbau mit Satteldach und kreuzbekröntem Dachreiter. Sie verfügte über einen kleinen Vorbau im Eingangsbereich und drei Spitzbogenfenster in der Längsseite.